# Víktor Vasíliev
Víktor Nikoláyevich Vasíliev (en ruso Виктор Николаевич Васильев; 14 de enero de 1890 - 9 de mayo de 1987) fue un pteridólogo, y botánico ruso. Sus colecciones de especímenes vegetales se conservan en el Herbario Krylov.
Realizó inestimables aportes sobre la sfamilias Polemoniaceae y Empetraceae, en: Flora de Rusia: Parte Europea y Regiones Fronterizas, por †A. Fedorov, de 2001 (515 pp.)

## Algunas publicaciones
- 1935. Die Genetik der quantitativen Merkmale und der Artbast~rde der Weizen (La genética de los rasgos cuantitativos y Artbastrde trigo)
- 1961. Rod Empetrum. Moscú

### Libros
- 1948 en: Flora URSS, Vol. 13. Moscú, Leningrado

- La abreviatura «V.N.Vassil.» se emplea para indicar a Víktor Vasíliev como autoridad en la descripción y clasificación científica de los vegetales.[2]